# Taphozous australis
Taphozous australis — є одним з видів мішкокрилих кажанів родини Emballonuridae.

## Поширення
Країни поширення: Австралія, Папуа Нова Гвінея. Цей вид харчується в районах прибережних дюнних чагарників та боліт. Лаштує сідала в морських печерах, скелястих районах, тріщинах, валунах і старих будівлях, в основну групами в кілька особин.

## Загрози та охорона
Загрозами є діяльність людини пов'язана з видобутком піску й освоєнням прибережних територій. Зафіксований у ряді охоронних територій.